# 伊豆箱根鉄道駒ヶ岳鋼索線
駒ヶ岳鋼索線（こまがたけこうさくせん）は、神奈川県足柄下郡箱根町の駒ヶ岳登り口駅から駒ヶ岳頂上駅に至る伊豆箱根鉄道が運営していたケーブルカー路線である。駒ヶ岳ケーブルカーと呼ばれていた。2005年（平成17年）に廃止された。

## 概要
箱根連山の一つである標高1,327 mの駒ヶ岳を、芦の湯温泉・湯の花温泉などがある東麓から登っていた。山頂には箱根神社元宮などがあり、芦ノ湖や富士山などを見渡せる。
車両は開業時に日立製作所で製造されたもので、「湯の花」「駒ヶ岳」の愛称が付けられていた。座席はロングシートになっており吊革も付けられていた。また、この周辺は霧の発生が多いため強力なヘッドライトを2灯装備していた。車体塗装は当初は赤とクリーム色だったが、のちにライオンズカラーとなった。
駒ヶ岳頂上駅と箱根駒ヶ岳ロープウェー駒ヶ岳頂上駅の間は徒歩3 - 5分程度であり、芦ノ湖畔の箱根園へ至る同社運営のロープウェーに対して、山麓側のアクセスがよくない本路線の利用は年々減少していた。最盛期の1963年度（昭和38年度）は年間110万人の乗客を運び、1965年（昭和40年）には昭和天皇、香淳皇后の乗車もあったが、スケート場など山頂にあった施設が閉鎖された影響などもあり、2003年度（平成15年度）の年間乗客は5万8千人にまで落ち込み赤字路線になっていた。2005年（平成17年）2月25日、伊豆箱根鉄道は経営が困難であるとして国土交通省関東運輸局に鉄道事業廃止届を提出。その後、代替交通機関として箱根駒ヶ岳ロープウェーがあるとして、当初の予定を半年繰り上げる届出を同年4月27日に提出し、2005年（平成17年）8月31日の運行を最後に予定通り翌9月1日に廃止された。

### 路線データ（廃止時）
- 路線距離（営業キロ）：0.7 km
- 軌間：1067 mm
- 駅数：2駅（起終点駅含む）
- 高低差：282 m

## 運行形態
15分毎の運行で、所要時間は5分であった。
廃止年時点の通常運賃は大人片道370円（往復630円）、子供片道180円（往復310円）。ケーブルカーとロープウェー通し運賃は大人片道990円、子供片道500円であった。
廃止直前の2005年（平成17年）7月24日から営業最終日の8月31日までの約1か月間は「さよなら運転割引料金」として運賃が通常の約半額の片道190円・往復320円（子供は片道・往復とも無料）となったほか、同年8月13日から8月31日の間には「箱根駒ヶ岳ケーブルカー想い出きっぷ」や「想い出周遊きっぷ」といった企画割引券も売りだされた。

## 歴史
- 1957年（昭和32年）11月16日 駒ヶ岳鋼索線 駒ヶ岳登り口 - 駒ヶ岳頂上間が開業
- 2005年（平成17年）9月1日 駒ヶ岳鋼索線 駒ヶ岳登り口 - 駒ヶ岳頂上間（全線）廃止

## 駅一覧
駒ヶ岳登り口駅 - 駒ヶ岳頂上駅
- 駒ヶ岳頂上駅構内にはレストランがあった。

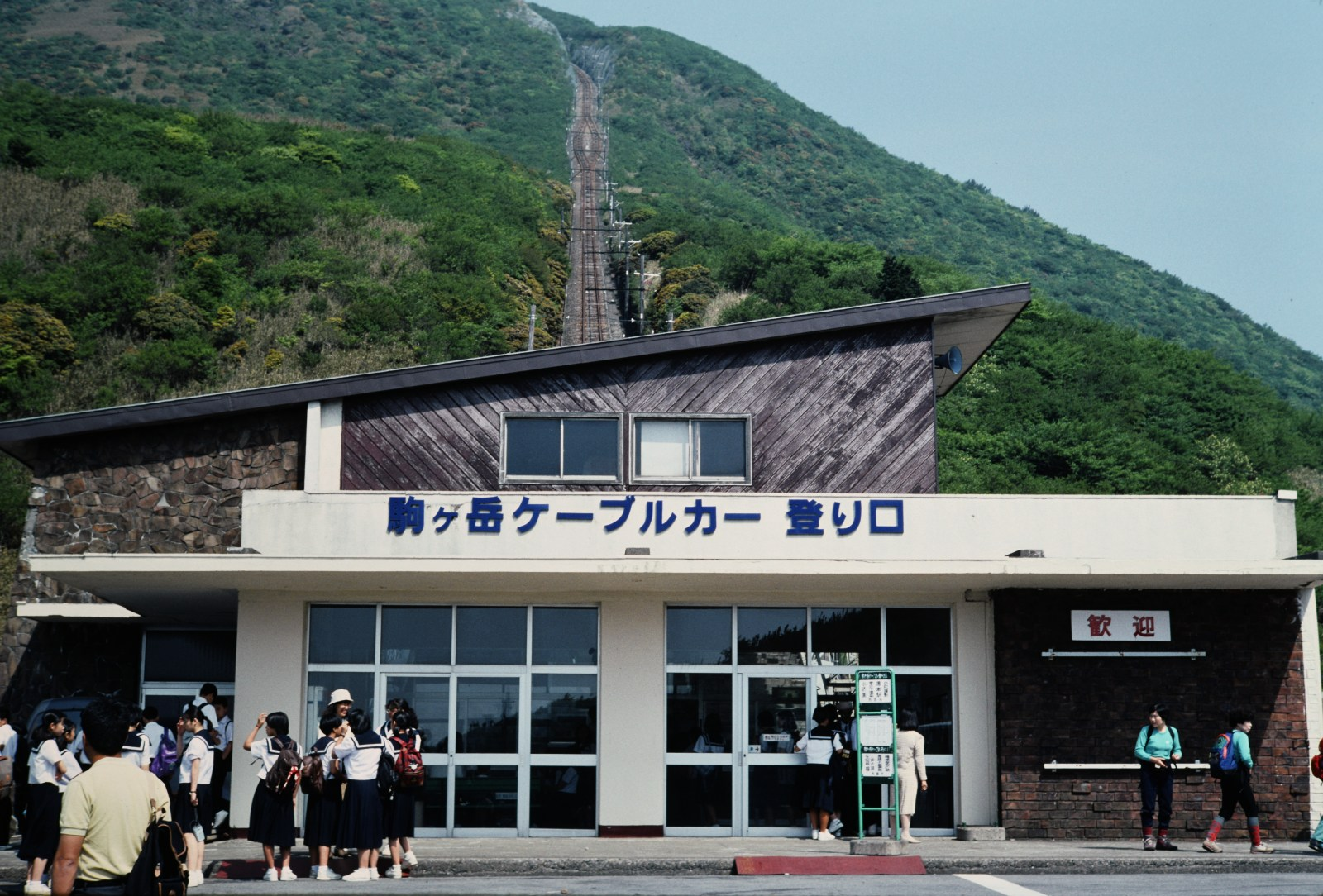
駒ヶ岳登り口駅(1993年)
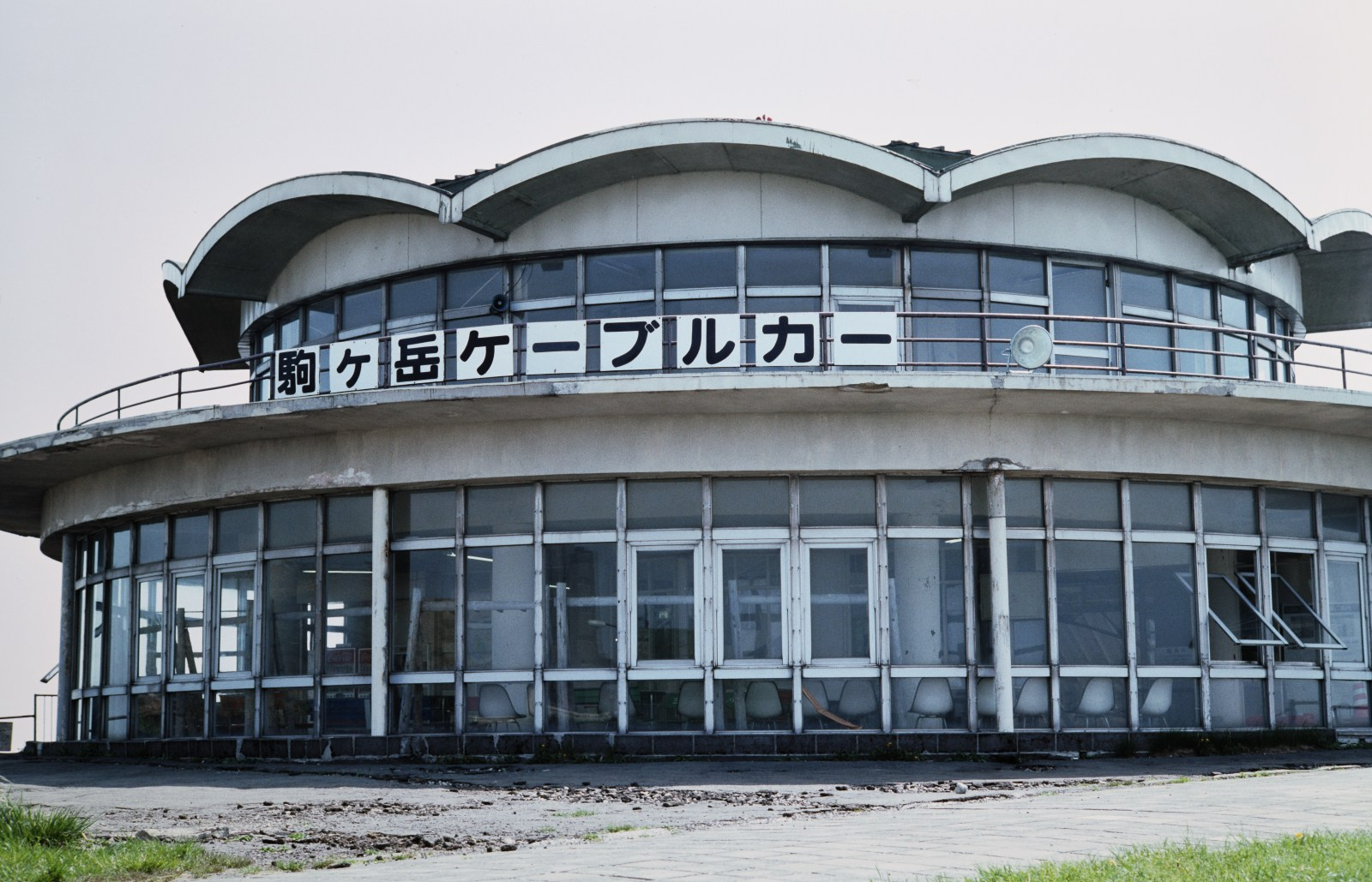
駒ヶ岳頂上駅(1993年)

## 接続路線（廃止時）
- 駒ヶ岳登り口駅：小田原駅から伊豆箱根鉄道バス駒ヶ岳登り口経由箱根関所跡行き所要時間50分
- 駒ヶ岳頂上駅：箱根園から箱根駒ヶ岳ロープウェー：駒ヶ岳頂上駅徒歩3 - 5分

## 廃線後
廃線後、駒ヶ岳鋼索線撤去・復旧工事を実施。2008年に施設・車両はすべて解体撤去された。富士箱根伊豆国立公園の指定地域内であるため、自然公園法に基づき、軌道跡の整地や植林など、跡地を山林に復旧する原状回復が行われた。
駒ヶ岳登り口駅で接続していた伊豆箱根バスもケーブルカー廃線後は経路から外れ、現在駒ヶ岳登り口駅へのアクセス道路は通行止めとなっている。